# Formicococcus schimae
Formicococcus schimae är en insektsart som beskrevs av Takahashi 1929. Formicococcus schimae ingår i släktet Formicococcus och familjen ullsköldlöss.
Artens utbredningsområde är Taiwan. Inga underarter finns listade i Catalogue of Life.